# SM U-23 (1913)
El SM U 23 fue uno de los 329 submarinos que sirvieron en la Armada Imperial Alemana (Kaiserliche Marine) durante la Primera Guerra Mundial. Era el primero de una clase de submarinos oceánicos compuesta por cuatro unidades (U 23 a U 26), construidos entre 1911 y 1914
El U 23 participó en la Primera batalla del Atlántico, sirviendo en un total de 3 patrullas de guerra, en las que hundió un total de 7 buques con un registro bruto total de 8822 t.  
Fue cañoneado por la trainera armada Princess Louise y torpedeado por el submarino HMS C27 en 58°55′N 0°14′E / 58.917, 0.233 entre las islas Orcadas y las islas Shetland. Veinticuatro hombres murieron y 10 sobrevivieron.